# Alsace-Lorraine
Alsace–Lorraine (tiếng Đức: Elsaß-Lothringen; tiếng Pháp: Alsace-Lorraine), nay được gọi là Alsace–Moselle, là một vùng lịch sử nằm ở nước Pháp ngày nay. Nó được thành lập vào năm 1871 bởi Đế quốc Đức sau khi họ chiếm khu vực này từ Đệ Nhị Đế chế Pháp dưới thời Hoàng đế Napoleon III trong Chiến tranh Pháp-Phổ và hợp thức hoá qua Hiệp ước Frankfurt. Pháp tái sở hữu lại vùng Alsace–Lorraine vào năm 1918, như một phần của Hiệp ước Versailles sau thất bại của Đế quốc Đức trong Thế chiến I.
Khi được tạo ra vào năm 1871, khu vực này được đặt tên là Lãnh thổ Hoàng gia Alsace–Lorraine (tiếng Đức: Reichsland Elsaß–Lothringen hoặc Elsass–Lothringen; tiếng Alsace: s Richslànd Elsàss–Lothrìnga; tiếng Moselle Franconian: D'Räichland Elsass–Loutrengen) và như một lãnh thổ mới của Đế quốc Đức. Đế chế sáp nhập hầu hết Alsace và tỉnh Moselle của Lorraine, sau chiến thắng trong Chiến tranh Pháp-Phổ. Phần Alsatian nằm trong Thung lũng Rhine ở bờ Tây sông Rhine, phía Đông dãy Vosges; phần ban đầu ở Lorraine nằm ở thượng lưu Thung lũng Moselle ở phía Bắc của Vosges.
Lãnh thổ bao gồm gần như toàn bộ Alsace (93%) và hơn một phần tư Lorraine (26%), trong khi phần còn lại của những vùng này vẫn là một phần của Pháp. Vì những lý do lịch sử, các quy định pháp lý cụ thể vẫn được áp dụng trên lãnh thổ dưới dạng "Luật địa phương ở Alsace–Moselle". Liên quan đến tình trạng pháp lý đặc biệt của nó, kể từ khi được trả lại cho Pháp, lãnh thổ này đã được gọi về mặt hành chính là Alsace–Moselle (tiếng Alsace:  's Elsàss–Mosel ).
Kể từ năm 2016, lãnh thổ lịch sử này là một phần của Vùng hành chính Grand Est của Pháp.

## Địa lý
Alsace–Lorraine có diện tích 14.496 km2 (5.597 dặm vuông), thủ đô là Straßburg. Nó được chia thành 3 quận (Bezirke trong tiếng Đức):
1. Oberelsaß (Thượng Alsace), thủ phủ là Kolmar, có diện tích 3.525 km2 (1.361 dặm vuông) và lãnh thổ tương ứng chính xác với Haut-Rhin, một tỉnh của Pháp hiện nay.
2. Unterelsaß, (Hạ Alsace), thủ phủ là Straßburg, có diện tích 4.755 km2 (1.836 dặm vuông) và lãnh thổ tương ứng chính xác với tỉnh Bas-Rhin của Pháp hiện tại.
3. Bezirk Lothringen, (Lorraine), thủ phủ là Metz, có diện tích 6.216 km2 (2.400 dặm vuông) và lãnh thổ tương ứng chính xác với tính Moselle của Pháp hiện tại.

### Thị xã và thành phố
Các khu đô thị lớn nhất ở Alsace–Lorraine theo điều tra dân số năm 1910 là:
- Straßburg (nay là Strasbourg): 220.883 người
- Mülhausen (Mulhouse): 128.190 người
- Metz: 102.787 người
- Diedenhofen (Thionville): 69.693 người
- Colmar: 44.942 người

## Lịch sử
Lịch sử hiện đại của vùng Alsace–Lorraine phần lớn bị ảnh hưởng bởi sự cạnh tranh giữa Chủ nghĩa dân tộc Pháp và Đức.
Pháp từ lâu đã tìm cách đạt được và sau đó bảo tồn cái mà họ coi là "ranh giới tự nhiên" của mình, ở biên giới phía Tây Nam với Tây Ban Nha chính là dãy núi Pyrenees, trong khi đó dãy Anpơ ở phía Đông Nam và sông Rhine ở phía Đông Bắc chính là biên giới tự nhiên của họ với Thụy Sĩ, Ý và Đức. Những yêu sách chiến lược này đã dẫn đến việc sáp nhập các vùng lãnh thổ nằm ở phía Tây sông Rhine của Đế chế La Mã Thần thánh. Alsace ngày nay được Pháp chinh phục dần dần dưới thời Louis XIII và Louis XIV vào thế kỷ XVII, trong khi Lorraine được hợp nhất từ thế kỷ XVI dưới thời vua Henry II đến thế kỷ XVIII dưới thời Louis XV (trong trường hợp của Ba Giám mục, sớm nhất là vào năm 1552).
Mặt khác, chủ nghĩa dân tộc Đức, bắt nguồn từ thế kỷ XIX như một phản ứng chống lại sự chiếm đóng của Pháp đối với các khu vực rộng lớn của Đức dưới thời Napoléon, đã tìm cách thống nhất tất cả các cộng đồng nói tiếng Đức của Đế chế La Mã Thần thánh trước đây thành một quốc gia duy nhất. Vì nhiều phương ngữ tiếng Đức khác nhau được nói bởi hầu hết dân số Alsace và Moselle (phía Bắc Lorraine), những vùng này được những người theo chủ nghĩa dân tộc Đức coi là một phần hợp pháp của nước Đức thống nhất được hy vọng trong tương lai và hoàn toàn tách biệt với những gì người dân của họ mong muốn.
Chúng tôi, những người Đức biết Đức và Pháp, biết rõ điều gì tốt cho người Alsace hơn là bản thân những người bất hạnh. Trong sự đồi bại của cuộc sống ở Pháp, họ không có ý tưởng chính xác về những gì liên quan đến nước Đức.— Heinrich von Treitschke, German historian, 1871

### Ngôn ngữ khác
- Baumann, Ansbert. « Die Erfindung des Grenzlandes Elsass-Lothringen », in: Burkhard Olschowsky (ed.), Geteilte Regionen – geteilte Geschichtskulturen? Muster der europäischen Identitätsbildung im europäischen Vergleich, Munich: Oldenbourg 2013, ISBN 978-3-486-71210-0, S. 163–183.
- Roth, François. Alsace–Lorraine, De 1870 À Nos Jours: Histoire d'un "pays perdu". Nancy: Place Stanislas, 2010. ISBN 978-2-35578-050-9.